# 荒木田守武
荒木田守武(1472年-1549年)日本俳句詩人，伊势人，继祖、父之后为伊势内宫神官，既善连歌，有熱衷于俳谐，曾说：“俳谐连歌的格律当由我制定。”
撰有《俳谐连歌独吟千句》